# Битва при Пинки
Би́тва при Пи́нки (англ. Pinkie; 10 сентября 1547 года) — одно из последних сражений англо-шотландских войн XVI века. Считается первой битвой Нового времени в Великобритании, поскольку в её ходе активно применялась координация действий пехоты, артиллерии и кавалерии при одновременном использовании артиллерийского обстрела с находящегося поблизости флота. Битва закончилась полным разгромом Шотландии.

## Военные действия перед сражением
В результате убийства в 1546 году шотландскими радикальными протестантами кардинала Битона оказался захваченным замок Сент-Эндрюс. Правительство Шотландии, возглавляемое Джеймсом Гамильтоном, графом Арраном, не смогло справиться с мятежом и вынуждено было обратиться за помощью к Франции. Французский экспедиционный корпус в июле 1547 года освободил замок и арестовал мятежников. Это спровоцировало вмешательство Англии, поддерживающей шотландских протестантов, и недовольной франко-шотландским сотрудничеством. В начале сентября 1547 года крупная английская армия под командованием протектора Англии Эдварда Сеймура, герцога Сомерсета, вторглась на территорию Шотландии. Продвигаясь по Лотиану, английские войска 9 сентября встретили у реки Эск к востоку от Эдинбурга армию противника.

## Положение сторон
Численность английской армии достигала 17 тысяч человек. В её состав помимо традиционного ополчения, вооруженного длинными луками и копьями, входило несколько сот немецких наемников, крупное артиллерийское соединение и около 6 тыс. единиц кавалерии, включая контингент итальянских конных аркебузиров под руководством Дона Педро де Гамбоа. Вдоль побережья двигался английский флот.
Шотландская армия графа Аррана по численности превосходила английскую, однако была хуже вооружена, а в кавалерии и артиллерии значительно уступала англичанам. Однако главным недостатком шотландских войск было отсутствие организации: долгая борьба за власть в стране между различными группировками знати в период несовершеннолетия королевы Марии Стюарт, сопровождаемая усилением конфликтов между протестантами и католиками, привели к невозможности реального сплочения нации. В числе руководителей шотландской армии были такие разные по политическим пристрастиями бароны, как графы Арран, Ангус и Хантли, что не могло не сказаться на координации действий их отрядов во время сражения. Сам главнокомандующий, регент Шотландии граф Арран, не обладал к тому времени достаточным авторитетом.
Шотландцы заняли позиции вдоль западного берега реки Эск, упираясь левым флангом в залив Ферт-оф-Форт. 9 сентября шотландская кавалерия атаковала превосходящую по численности английскую и была разбита. Одновременно Сомерсет разместил часть своей артиллерии на высотах, возвышающихся над шотландским лагерем. Предложение графа Аррана решить исход сражения в рыцарском поединке было отвергнуто.

## Ход битвы
Утром 10 сентября шотландские войска перешли в наступление. Однако левый фланг шотландцев был быстро смят артиллерийской бомбардировкой английского флота, бросившего якоря у побережья. Правый фланг первоначально добился определённого успеха, однако шквал стрел английских лучников и огонь аркебузиров вскоре вынудил шотландцев к отступлению. Разгром довершила абсолютная несогласованность действий шотландских командиров. Почти полторы тысячи шотландцев попало в плен, около 5000 было убито. Потери с английской стороны были незначительными.

## Значение сражения при Пинки
В результате битвы при Пинки английские войска оккупировали важнейшие шотландские замки. Правительство Аррана и Марии де Гиз было неспособно организовать сопротивление англичанам. Однако более существенным последствием явилось усиление реформационного движения в Шотландии. Сомерсет, занимая шотландские замки, подчеркивал, что англичане пришли в Шотландию не завоевывать, а восстановить свободу шотландского народа, ограниченную французским доминированием и католической церковью. Все большее распространение протестантства в Шотландии в конечном счете привело страну в 1559—1560 годах к революционному государственному перевороту, направленному против Франции и католичества.

## В культуре
Битва при Пинки показана в британском мини-сериале «Становление Елизаветы» (2022).